# Нойенегг
Нойенегг (нем. Neuenegg) — коммуна в Швейцарии, в кантоне Берн.
Входит в состав округа Лаупен. Население составляет 4625 человек (на 31 декабря 2006 года). Официальный код — 0670.